# Liste der denkmalgeschützten Objekte in Pöllauberg
Die Liste der denkmalgeschützten Objekte in Pöllauberg enthält die 12 denkmalgeschützten, unbeweglichen Objekte der Gemeinde Pöllauberg.

## Denkmäler
| Foto |                 | Denkmal                                                                              | Standort                                       | Beschreibung | Metadaten |
| ---- | --------------- | ------------------------------------------------------------------------------------ | ---------------------------------------------- | --- | --- |
| ja   | Datei hochladen | Pfarrhof HERIS-ID: 69127 Objekt-ID: 82173                                            | Oberneuberg 1 Standort KG: Oberneuberg         | Der an die Kirche angebaute Pfarrhof ist mit 1694 bezeichnet, innen Deckengemälde Maria über Pöllauberg schwebend. | BDA-Hist.: Q38121534 Status: § 2a Stand der BDA-Liste: 2025-06-30 Name: Pfarrhof GstNr.: 1817 Pfarrhof Pöllauberg                                                                        |
| ja   | Datei hochladen | Volksschule HERIS-ID: 69367 Objekt-ID: 82450                                         | Oberneuberg 110 Standort KG: Oberneuberg       | | BDA-Hist.: Q38122315 Status: § 2a Stand der BDA-Liste: 2025-06-30 Name: Volksschule GstNr.: 521/2 Volksschule Pöllauberg                                                                 |
| ja   | Datei hochladen | Kath. Pfarr- und Wallfahrtskirche hl. Maria HERIS-ID: 69124 Objekt-ID: 82170         | Standort KG: Oberneuberg                       | Um 1340 begann der Bau der heutigen Wallfahrtskirche Maria Pöllauberg im gotischen Stil. Stifterin war Katharina von Stubenberg. Bemerkenswert am Bau der Kirche ist das zweischiffige Langhaus mit drei Jochen und Kreuzrippengewölbe, während Chor und Vorhalle zu drei Schiffen erweitert sind. Die Kirche liegt unterhalb der ursprünglichen Kapelle am nach drei Seiten steil abfallenden Berg, so dass sie teilweise über den Berg hinaus gebaut werden musste. Die Wände der Kirche sind größtenteils unverputzter Bruchstein, lediglich die Westfassade wurde aus Haussteinen hergestellt. Die Einrichtung des Innern enthält noch eine gotische Marienstatue als Gnadenbild aus dem 15. Jahrhundert, ansonsten stammt der größte Teil aus dem Barock: der Hochaltar wurde von Marx Schokotnigg und seinem Sohn Joseph zwischen 1710 und 1730 errichtet; die Orgel auf der Orgel-Empore mit reicher Stuckatur stammt von 1684. Bei einem Blitzschlag im Jahr 1674 wurde der gotische Turm zerstört und 1678 durch einen barocken Turm ersetzt, der 1872 um ein Turmkreuz erweitert wurde. | BDA-Hist.: Q20652712 Status: § 2a Stand der BDA-Liste: 2025-06-30 Name: Kath. Pfarr- und Wallfahrtskirche hl. Maria GstNr.: 1816 Maria Pöllauberg                                        |
| ja   | Datei hochladen | Kath. Filialkirche hl. Anna, Annakapelle HERIS-ID: 69125 Objekt-ID: 82171            | Oberneuberg 146, bei Standort KG: Oberneuberg  | Die Annakapelle steht auf dem höchsten Punkt des Pöllaubergs und war die erste Marienkapelle der Gemeinde. Die ursprünglich romanische Kapelle wurde 1532 erweitert und später barockisiert. Der jetzige Alter mit dem Bild der heiligen Anna stammt aus dem Jahr 1644. Die Annakapelle enthält teilweise Einrichtungsgegenstände aus der Wallfahrtskirche Maria Pöllauberg, die dort nach Umgestaltungen nicht mehr benötigt wurden. | BDA-Hist.: Q38121518 Status: § 2a Stand der BDA-Liste: 2025-06-30 Name: Kath. Filialkirche hl. Anna, Annakapelle GstNr.: 1815 Annakapelle (Pöllauberg)                                   |
| ja   | Datei hochladen | Bachteubl-Kapelle HERIS-ID: 69370 Objekt-ID: 82453                                   | Standort KG: Oberneuberg                       | | BDA-Hist.: Q38122335 Status: § 2a Stand der BDA-Liste: 2025-06-30 Name: Bachteubl-Kapelle GstNr.: 1747/2                                                                                 |
| ja   | Datei hochladen | Flur-/Wegkapelle HERIS-ID: 69360 Objekt-ID: 82439                                    | Standort KG: Oberneuberg                       | | BDA-Hist.: Q38122271 Status: § 2a Stand der BDA-Liste: 2025-06-30 Name: Flur-/Wegkapelle GstNr.: 552/7                                                                                   |
| ja   | Datei hochladen | Bildstock HERIS-ID: 69361 Objekt-ID: 82440                                           | Standort KG: Oberneuberg                       | Der frühbarocke Tabernakelpfeiler mit Glockendach und Kugelaufsatz sowie einem Seraphinrelief im Fries steht vor der Kirche. In der Nische eine Figur Maria mit Kind. Der Bildstock trägt am Schaft die Inschrift: Erbauet von Herrn Thomas Ignatio Hamer des löblichen Stifts Pöllau Secretario 1678. | BDA-Hist.: Q38122280 Status: Bescheid Stand der BDA-Liste: 2025-06-30 Name: Bildstock GstNr.: 96 Bildstock 82440, Pöllauberg                                                             |
| ja   | Datei hochladen | Bildstock Nr. 5 HERIS-ID: 69363 Objekt-ID: 82446                                     | Standort KG: Oberneuberg                       | Barocker Bildstock aus 1673, vermutlich von Jakob Prinninger gestaltet. Eine hohe Stele mit Nische und Gnadenstuhldarstellung darin, steinernes Dach, Kreuzbekrönung und Wappen an der Vorderseite. | BDA-Hist.: Q38122289 Status: Bescheid Stand der BDA-Liste: 2025-06-30 Name: Bildstock Nr. 5 GstNr.: 552/14 Bildstock Nr 5, Pöllauberg                                                    |
| ja   | Datei hochladen | Friedhof christlich HERIS-ID: 69364 Objekt-ID: 82447                                 | Standort KG: Oberneuberg                       | | BDA-Hist.: Q38122299 Status: § 2a Stand der BDA-Liste: 2025-06-30 Name: Friedhof christlich GstNr.: 555 Friedhof Pöllauberg                                                              |
| ja   | Datei hochladen | Bildstock HERIS-ID: 111754 Objekt-ID: 129763seit 2013                                | bei Unterneuberg 178 Standort KG: Unterneuberg | | BDA-Hist.: Q37826435 Status: Bescheid Stand der BDA-Liste: 2025-06-30 Name: Bildstock GstNr.: 94/8                                                                                       |
| ja   | Datei hochladen | Bildstock, Rosenkranzstation HERIS-ID: 83477 Objekt-ID: 97419seit 2013               | bei Zeil-Pöllau 107 Standort KG: Zeil-Pöllau   | | BDA-Hist.: Q38180671 Status: Bescheid Stand der BDA-Liste: 2025-06-30 Name: Bildstock, Rosenkranzstation GstNr.: 1049/3                                                                  |
| ja   | Datei hochladen | Kalvarienberg mit Stationskapellen und Ölberggrotte HERIS-ID: 68994 Objekt-ID: 82039 | Standort KG: Zeil-Pöllau                       | | BDA-Hist.: Q38121182 Status: § 2a Stand der BDA-Liste: 2025-06-30 Name: Kalvarienberg mit Stationskapellen und Ölberggrotte GstNr.: 1145, 902, 1053/3, 1053/2 Kalvarienberg (Pöllauberg) |